# María Esther Herranz García
María Esther Herranz García (ur. 3 lipca 1969 w Logroño) – hiszpańska polityk i geograf, deputowana do Parlamentu Europejskiego V, VI, VII, VIII i X kadencji.

## Życiorys
Ukończyła w 1993 geografię na Uniwersytecie w Saragossie, uzyskując specjalizację z geografii fizycznej. Na Uniwersytecie w Walencji odbyła studia podyplomowe w zakresie zagospodarowania przestrzennego i ochrony środowiska. Pracowała jako konsultantka ds. ochrony środowiska. Zaangażowała się też w działalność polityczną w ramach Partii Ludowej. Od 1999 do 2002 była doradczynią prezydenta wspólnoty autonomicznej La Rioja.
W 2002 objęła mandat deputowanej do Parlamentu Europejskiego. W 2004, 2009 i 2014 z powodzeniem ubiegała się o wybór na kolejne kadencje, zasiadając w PE do 2019. Do Europarlamentu została wybrana ponownie w wyborach w 2024.